# بالوفلوکساسین
بالوفلوکساسین(به انگلیسی: Balofloxacin) (INN) یک آنتی بیوتیک فلوروکینولونی است. این دارو با نام تجاری Q-Roxin در کره جنوبی به فروش می‌رسد. همچنین این آنتی بیوتیک توسط FDA برای استفاده در ایالات متحده تأیید نشده‌است. 